# Saulkrasti
Saulkrasti (en allemand : Neubad, signifiant les côtes du soleil) est une  ville de Lettonie, située sur la côte orientale du golfe de Riga. La ville de Saulkrasti a une superficie de 48 km2 dont 42 km2 de champs et de forêts.
Le blason de Saulkrasti représente les quatre rivières (bandes blanches) Inčupe, Pēterupe, Ķīšupe, Aģe, et les cinq villages (bandes vertes) – Bādciems, Katrīnbāde (Pabaži), Pēterupe, Neibāde, Zvejniekciems. La partie haute représente la mer et le soleil.
Le nom Saulkrasti date de 1933, quand les villages de la côte est du Golfe de Riga fusionnèrent en une commune. Saulkrasti est une ville depuis 1991. La Route européenne 67 la traverse.

## Histoire
Les plus anciennes traces sont des haches trouvées autour de Inčupe et de  Pēterupe. Elles montrent que le territoire était peuplé au moins depuis le nouvel âge glaciaire. Les premières mentions écrites de places habitées apparaissent dans les Chroniques de Henri de Livonie détaillant l'histoire de Vidzeme aux XIIe et XIIIe siècles,.
Le territoire recouvrait Metsopole et Kubesele habités par des Lives et des toponymes actuels comme Līlaste, Age, Pabaži qui viennent du livonien,. Metsopole incluait les villages de Skulte, Liepupe et de Limbaži. Une importante route traversant le territoire menait à Soontagana en Estonie. Après les Croisades baltes, les terres de Saulkrasti furent rattachées à la Paroisse de Krimulda.
Avant la formation de Saulkrasti, le territoire faisait partie de la paroisse de Bīriņi ,
Le territoire actuel de Saulkrasti est graduellement formé par la fusion de places occupées sur les bords des rivières Inčupe, Pēterupe, et Ķīšupe. En 1823 le territoire de Neibāde est constitué près de la rivière Ķīšupe et devient un endroit où les nobles aiment à passer leurs loisirs et venir nager après la Première Guerre mondiale.

## Population
Au début 2008, il y a 6 089 résidents à Saulkrasti, 2 771 vivant en zone rurale. Les Lettons sont 82 % de la population, les Russes 11 %. Les Biélorusses, Polonais, Lituaniens et Estoniens forment 7 % de la population.
| Année      | 1997  | 1998  | 1999  | 2000  | 2001  | 2002  | 2003  | 2004  | 2005  | 2006  | 2007  | 2008  |
| Population | 5 528 | 5 560 | 5 541 | 5 532 | 5 427 | 5 463 | 5 403 | 5 651 | 5 926 | 6 032 | 6 040 | 6 089 |